# Ruszin-Szendi Romulusz
Ruszin-Szendi Romulusz (született: Ruszin Romulusz; Miskolc, 1973. május 5. –) magyar katona, altábornagy, a Magyar Honvédség parancsnoka (HVKF) 2021–2023 között. 2023-ban megszüntették hivatásos katonai jogviszonyát.
2025 februárjától szerepet vállalt a Tisztelet és Szabadság Párt szakpolitikusaként, és mivel vezérkari főnöki kinevezésére a negyedik Orbán-kormány idején került sor, szerepvállalását követően politikai támadások özöne zúdult rá a Fidesz – Magyar Polgári Szövetség vezető tisztségviselői részéről.

## Pályafutása
Az egri Lenkey János Honvéd Középiskola és Kollégiumban érettségizett katonai kollégistaként, majd Szentendrén, a Kossuth Lajos Katonai Főiskolán diplomázott földmérő és tüzér szakon (1995). Kiemelkedő tanulmányainak köszönhetően főhadnagyként kezdett első szolgálati helyén, Tapolcán, az MH 5. Csobánc Sorozatvető Tüzérezrednél, ahol előbb hangfelderítő, majd törzsüteg-szakaszparancsnok volt (1995–1997).
1997-től Pécsett az MH 101. Szigetvári Zrínyi Miklós Vegyes Tüzérdandár ütegparancsnok-helyetteseként, a sorozatvető osztály kiképzőtisztjeként, törzsfőnökeként, végül osztályparancsnok-helyetteseként szolgált 2001-ig. Közben a Zrínyi Miklós Nemzetvédelmi Egyetem (ZMNE) katonai vezető szakán MSc képzést szerzett.
2003–2004-ben az MH Szárazföldi Parancsnokságán, Székesfehérváron volt doktrinális főtiszt a hadműveleti főnökségen. Ezt követően Tatára került az MH 25. Klapka György Lövészdandárhoz, előbb mint hadműveleti részlegvezető, majd megbízott hadműveleti főnök. 2006-ban került Szolnokra, az MH 34. Bercsényi László Különleges Műveleti Zászlóaljához mint törzsfőnök (egyben ejtőernyős parancsnokhelyettes) – mely idő alatt megbízott parancsnok is volt (2007–2008) –, 2008-tól pedig a zászlóalj parancsnokhelyettese. 2009. június 1-jével helyezték át – a Szolnok Tószegi úti laktanyában állomásozó Első Könnyű Vegyes Ezred átszervezése nyomán, valamint a Szolnoki szárazföldi és légi haderőnemek szorosabb együttműködést és laktanya összevonást követően a – 25/88 Könnyű Vegyes Zászlóalj állományába, ahol előbb parancsnokhelyettes, majd 2009 és 2013 között a katonai szervezet parancsnoka volt.
A Zrínyi Miklós Nemzetvédelmi Egyetemen hadtudományok tudományágban 2010-ben „A Magyar Honvédség tábori tüzérségének alkalmazási lehetőségei béketámogató műveletek során" című értekezésével doktori fokozatot (PhD) szerzett, ezzel párhuzamosan pedig felsővezetői katonai végzettséget szerzett az Amerikai Egyesült Államok hadseregének szárazföldi akadémiáján egy mesterdiplomával (2014). Speciális képességgel is bővült képességtára, többek között az amerikai Különleges Műveleti Egyetem tanfolyamán.
Két alkalommal vett részt külföldi misszióban. Először Irakban (2007–2008), ahol egy iraki zászlóaljat kellett mentorálnia egy különleges műveleti csoporttal, másodszor pedig Afganisztánban (2011–2012). Itt mint a Tartományi Újjáépítési Csoport parancsnoka – s egyben Baglán tartomány koalíciós rangidőse – felelős volt saját munkáján kívül a tartományban lévő összes NATO-erő feladatainak összehangolásáért.
A Honvéd Vezérkar hadműveleti csoportfőnökségén a szárazföldi haderőnemi osztály osztályvezetői – közben, majd egy évig megbízott csoportfőnöki – beosztását töltötte be 2014-től 2016-ig, az MH 5. Bocskai István Lövészdandár élére történő parancsnoki kinevezéséig, melyet 2019-ig vezetett Debrecen helyőrségből. Távozásának évében, a város érdekében kifejtett jelentős tevékenysége elismeréseként – Debrecen Város Napja alkalmából, az április 11-ei ünnepi közgyűlésen – megkapta a Pro Urbe-díjat Papp László polgármestertől. Mindemellett a Magyar Tudományos Akadémia Pro Scientia Aranyérmese, a Magyar Hadtudományi Társaság Korponay János-emlékgyűrű tulajdonosa és a Miskolci Egyetem díszpolgára lett. 2016-ban – „két évtizedes katonai szolgálata alatt végzett elkötelezett és kimagasló színvonalú szakmai és vezetői munkája elismeréseként” – Áder János államfőtől megkapta a Magyar Érdemrend lovagkeresztje (katonai tagozat) kitüntetést.
2019 január-februárjában a MH Hadkiegészítő, Felkészítő és Kiképző Parancsnokság parancsnoka, majd 2019. március 1-től 2020. március 31-ig a honvédelmi miniszter titkárságvezetője volt. 2020. április 1-jével váltotta Erdélyi Lajost a Honvédelmi Minisztérium humánpolitikáért felelős helyettes államtitkári székben.
Azt követően, hogy a Magyar Honvédség parancsnoka, Korom Ferenc vezérezredes 2021. május végén kérte – idő előtti – felmentését, a kormányfő május 28-ai hatállyal – „más fontos megbízatására tekintettel” – felmentette helyettes államtitkári tisztségéből. A miniszter javaslatára az államfő három nappal később (május 31.) előléptette vezérőrnaggyá, június 3. napjától pedig – 2026. május 31-ig terjedő, határozott időtartamra – kinevezte a honvédség élére. Az ünnepélyes eseményre június 5-én került sor az Országház kupolacsarnokában. Altábornaggyá 2021. augusztus 20-ai hatállyal léptette elő az államfő.
2022 szeptemberében a Debreceni Egyetem tanévnyitó szenátusi ülésén – a Bölcsészettudományi Kar honvédelmi katonai vonatkozású tantárgyai gondozásának és a karral tartott szakmai kapcsolatok ápolásának elismeréseként – címzetes egyetemi tanári címet kapott.

### Vezérkari főnökként
Tisztsége 2023-tól megváltozott: „a Magyar Honvédség parancsnoka beosztásba kinevezett dr. Ruszin-Szendi Romulusz altábornagy beosztása 2023. január 1-től a Honvéd Vezérkar főnöke.”
Vezérkari főnökként az ő parancsnoksága alatt kezdődött meg az úgynevezett „fiatalítás”, melynek során tömeges kirúgások keretében a 8/2023-as veszélyhelyzeti kormányrendelet előírásai alapján több száz tisztet és főtisztet elbocsájtottak a hivatásos szolgálati állományból. Végül aztán őt is felmentette Novák Katalin 2023. április 27-én a honvéd vezérkari főnöki beosztásából, és helyét Böröndi Gábor altábornagy vette át.
Ruszin-Szendi Romulusz altábornagy 28 év tényleges katonai szolgálati viszony után 2023. június 23-án távozott a Magyar Honvédségtől. A Honvédelmi Minisztérium szűkszavú indoklással kommentálta akkori személyügyi helyzetét: "a haza szolgálatát más területen fogja folytatni."

## Politikai szerepvállalása
Aktív katonai szolgálata után azt tervezték vele kapcsolatban, hogy diplomáciai pályára is alkalmas lehet. Egy afrikai ország magyar nagykövetségére és később Törökországba a rendkívül fontos ankarai magyar külképviselet élére is szóba hozták. Végül azzal az indoklással, hogy „más döntés született", mégsem kapott ilyen jellegű megbízatást.
2025. február 15-én felszólalt a Tisza Párt első kongresszusán, ahol bírálta az Orbán-kormány honvédséggel kapcsolatos politikáját, és katona- és védelempolitikai javaslatokat fogalmazott meg. Fellépése több bírálatot váltott ki kormányzati és ellenzéki oldalon egyaránt, és a korábbi vezérkari főnökök közül is kapott kritikát, melyben kifogásolták, hogy katonához nem méltó a politikai szerepvállalása.

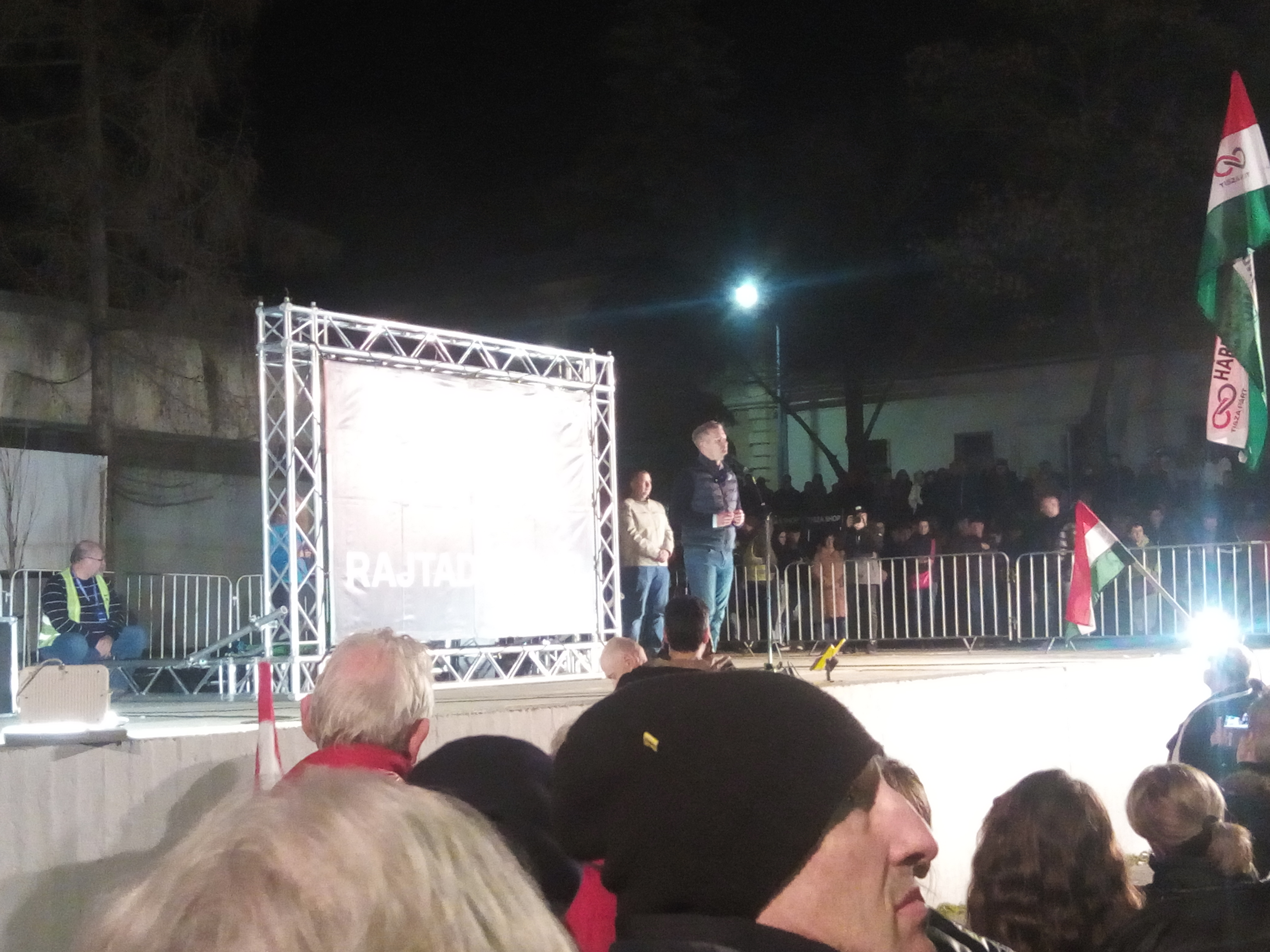
Szentesen Magyar Péterrel

2025. április végén a BRFK nyomozást rendelt el hűtlen kezelés bűntett gyanúja miatt, amely ügy tárgya azon 928 millió forintból épített, Dunakeszin található családi ház, melyet szolgálati lakásként vezérkari főnökként használt, és amelynek építésére is ezen pozíciója idején került sor. A nyomozás elrendelését megelőzően Szalay-Bobrovniczky Kristóf honvédelmi miniszter is vizsgálatot kezdeményezett, a sajtóban vezérkarfőnöki villaként elhíresült ügyben, és a honvédségi helikopter-használataival kapcsolatban.

## Családja
Nős, két lánya született Romina (2002) és Ronett (2007).

## Nyelvismeret
- angol katonai szakmai felsőfok (honosított, STANAG 6001 3332)
- német katonai szakmai középfok („C” tipus, STANAG 6001 2222)[25]

## Kitüntetései
- A Magyar Érdemrend lovagkeresztje (2016)
- Bocskai Portya díszjelvénye (Doni Nyári Hídfőcsaták Emléktúra)[26]

## Művei
- Levegőből harcba. A magyar katonai ejtőernyőzés története és változó feladatrendszere; összeáll. Boda József, Ruszin Romulusz; Zrínyi, Budapest, 2012 (Katonák békében és missziókban)
- A háború öt alapelve. Hogyan nyerd meg életed csatáit; Alexandra, Budapest, 2023
- Te légy a példa!; interjú Novák András; Alexandra, Pécs, 2024